# Alsbach-Hähnlein

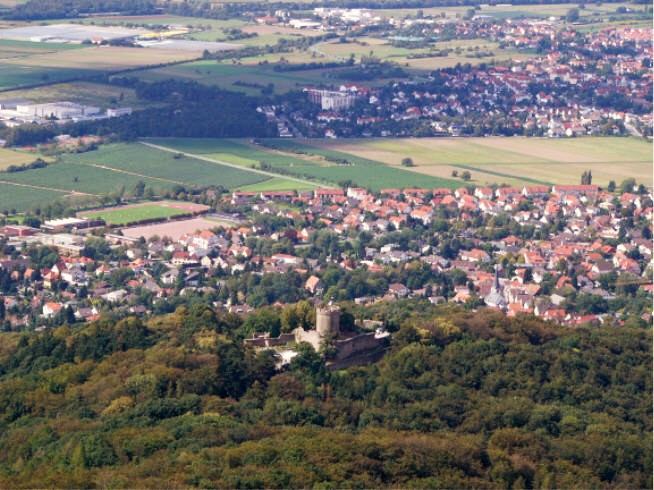
Widok z lotu ptaka

Alsbach-Hähnlein – gmina w Niemczech, w kraju związkowym Hesja, w rejencji Darmstadt, w powiecie Darmstadt-Dieburg.

## Współpraca
Miejscowości partnerskie:
- Crinitzberg, Saksonia
- Diósd, Węgry